# Llista de monuments de l'Eixample (València)
Monuments catalogats com a béns d'interés cultural (BIC) i béns immobles de rellevància local (BRL) del districte de l'Eixample de València.

## Monuments d'interés cultural
| Monument        | Prot.? | Estil/època                 | Localització                                                                           | Coordenades                                         | Codi?         | Imatge |
| --------------- | ------ | --------------------------- | -------------------------------------------------------------------------------------- | --------------------------------------------------- | ------------- | --- |
| Mercat de Colom | BIC    | Modernista S.XX (1914-1917) | València C. Comte de Salvatierra, c. Jorge Juan, c. Ciril Amorós, c. Martínez Ferrando | 39° 28′ 08″ N, 0° 22′ 06″ O / 39.46885°N,0.368364°O | RI-51-0008310 | Mercat de Colom (València) · Vegeu més fotos d'aquest monument · Carregueu una nova foto d'aquest monument |
| Plaça de Bous   | BIC    | S.XIX                       | València C. Xàtiva, 28                                                                 | 39° 28′ 00″ N, 0° 22′ 35″ O / 39.466667°N,0.37625°O | RI-51-0004917 | Plaça de Bous (València) · Vegeu més fotos d'aquest monument · Carregueu una nova foto d'aquest monument   |

## Monuments d'interés local
| Monument                                                                     | Prot.? | Estil/època                           | Localització                                                                            | Coordenades                                          | Codi?         | Imatge |
| ---------------------------------------------------------------------------- | ------ | ------------------------------------- | --------------------------------------------------------------------------------------- | ---------------------------------------------------- | ------------- | --- |
| Basílica de Sant Vicent Ferrer de València, o Església Convent dels Dominics | BRL    | S. XX                                 | València C. Ciril Amorós, 56                                                            | 39° 28′ 06″ N, 0° 22′ 10″ O / 39.46822°N,0.369313°O  | 46.15.250-187 | Basílica de Sant Vicent Ferrer (València) · Vegeu més fotos d'aquest monument · Carregueu una nova foto d'aquest monument                                |
| Casa Corell                                                                  | BRL    |                                       | València C. Sorní, 3                                                                    | 39° 28′ 13″ N, 0° 22′ 10″ O / 39.47035°N,0.369436°O  | 46.15.250-266 | Casa Corell (València) · Vegeu més fotos d'aquest monument · Carregueu una nova foto d'aquest monument                                                   |
| Casa del Drac                                                                | BRL    | Historicista - Modernista S.XX (1901) | València C. Sorní, 4 i c. Jorge Juan                                                    | 39° 28′ 13″ N, 0° 22′ 11″ O / 39.470212°N,0.36974°O  | 46.15.250-220 | Casa del Drac (València) · Vegeu més fotos d'aquest monument · Carregueu una nova foto d'aquest monument                                                 |
| Casa Ferrer                                                                  | BRL    | Modernista S.XX (1907)                | València C. Ciril Amorós, 29                                                            | 39° 28′ 02″ N, 0° 22′ 20″ O / 39.467147°N,0.372112°O | 46.15.250-217 | Casa Ferrer (València) · Vegeu més fotos d'aquest monument · Carregueu una nova foto d'aquest monument                                                   |
| Cases Xapa                                                                   | BRL    | Modernista S.XX (1906-1911)           | València Gran Via Marqués del Túria, 65-71; pl. Cánovas, 1-2; c. Gravador Esteve, 36-38 | 39° 28′ 05″ N, 0° 22′ 01″ O / 39.46804°N,0.366809°O  | 46.15.250-289 | Cases Xapa (València) · Vegeu més fotos d'aquest monument · Carregueu una nova foto d'aquest monument                                                    |
| Col·legi Nostra Senyora de Loreto i Comunitat Sagrada Família de Bordeus     | BRL    |                                       | València C. Salamanca, 55                                                               | 39° 27′ 48″ N, 0° 21′ 44″ O / 39.46327°N,0.362169°O  | 46.15.250-337 | Col·legi Nostra Senyora de Loreto (València) · Vegeu més fotos d'aquest monument · Carregueu una nova foto d'aquest monument                             |
| Edifici Cortina I, Casa de les Creus                                         | BRL    | Modernista - Historicista 1896-1901   | València C. Fèlix Pizcueta, 3                                                           | 39° 28′ 03″ N, 0° 22′ 25″ O / 39.467589°N,0.3735°O   | 46.15.250-422 | Edifici Cortina I (València) · Vegeu més fotos d'aquest monument · Carregueu una nova foto d'aquest monument                                             |
| Edifici d'habitatges al carrer Jorge Juan 3                                  | BRL    | Historicista 1914                     | València C. Jorge Juan 3                                                                | 39° 28′ 12″ N, 0° 22′ 11″ O / 39.469964°N,0.369761°O | 46.15.250-429 | Edifici d'habitatges al carrer Jorge Juan 3 (València) · Vegeu més fotos d'aquest monument · Carregueu una nova foto d'aquest monument                   |
| Edifici Francisco Sancho del carrer Russafa                                  | BRL    | Modernista 1914                       | València C. Russafa, 29                                                                 | 39° 27′ 55″ N, 0° 22′ 26″ O / 39.465356°N,0.373828°O | 46.15.250-445 | Edifici Francisco Sancho en el carrer Russafa (València) · Vegeu més fotos d'aquest monument · Carregueu una nova foto d'aquest monument                 |
| Edifici Francisco Sancho                                                     | BRL    | Modernista 1907                       | València Gran Via Marqués del Túria, 1                                                  | 39° 27′ 55″ N, 0° 22′ 25″ O / 39.465253°N,0.373742°O | 46.15.250-435 | Edifici Francisco Sancho en la Gran Via Marqués del Túria (València) · Vegeu més fotos d'aquest monument · Carregueu una nova foto d'aquest monument     |
| Edifici Patuel Longas                                                        | BRL    | Art Déco 1941                         | València C. Russafa, 28                                                                 | 39° 27′ 55″ N, 0° 22′ 27″ O / 39.46525°N,0.374167°O  | 46.15.250-444 | Edifici Patuel Longas (València) · Vegeu més fotos d'aquest monument · Carregueu una nova foto d'aquest monument                                         |
| Edifici Xapa                                                                 | BRL    | 1909-1911                             | València Pl. Cánovas del Castillo, 2                                                    | 39° 28′ 07″ N, 0° 21′ 59″ O / 39.468583°N,0.366256°O | 46.15.250-456 | Edifici Xapa en la plaça Cánovas del Castillo 2 (València) · Vegeu més fotos d'aquest monument · Carregueu una nova foto d'aquest monument               |
| Edifici Xapa                                                                 | BRL    | 1909-1911                             | València C. Gravador Esteve, 38                                                         | 39° 28′ 08″ N, 0° 21′ 58″ O / 39.468875°N,0.366111°O | 46.15.250-458 | Edifici Xapa en el carrer Gravador Esteve 38 (València) · Vegeu més fotos d'aquest monument · Carregueu una nova foto d'aquest monument                  |
| Edifici Xapa                                                                 | BRL    | Modernista 1913                       | València Gran Via Marqués del Túria, 67                                                 | 39° 28′ 06″ N, 0° 22′ 00″ O / 39.4682°N,0.366556°O   | 46.15.250-460 | Edifici Xapa en la Gran Via Marqués del Túria 67 (València) · Vegeu més fotos d'aquest monument · Carregueu una nova foto d'aquest monument              |
| Edifici Xapa                                                                 | BRL    | Modernista 1909-1911                  | València Pl. Cánovas del Castillo, 1                                                    | 39° 28′ 06″ N, 0° 21′ 58″ O / 39.468464°N,0.366164°O | 46.15.250-455 | Edifici Xapa en la plaça Cánovas del Castillo 1 (València) · Vegeu més fotos d'aquest monument · Carregueu una nova foto d'aquest monument               |
| Edifici Xapa                                                                 | BRL    | Modernista 1909-1913                  | València Gran Via Marqués del Túria, 71                                                 | 39° 28′ 06″ N, 0° 21′ 58″ O / 39.468342°N,0.366194°O | 46.15.250-462 | Edifici Xapa en la Gran Via Marqués del Túria 71 (València) · Vegeu més fotos d'aquest monument · Carregueu una nova foto d'aquest monument              |
| Edifici Xapa                                                                 | BRL    | Modernista 1913                       | València Gran Via Marqués del Túria, 65                                                 | 39° 28′ 06″ N, 0° 22′ 01″ O / 39.468278°N,0.366889°O | 46.15.250-459 | Edifici Xapa en la Gran Via Marqués del Túria 65 (València) · Vegeu més fotos d'aquest monument · Carregueu una nova foto d'aquest monument              |
| Edifici Xapa                                                                 | BRL    | Modernista 1911                       | València Gran Via Marqués del Túria, 69                                                 | 39° 28′ 06″ N, 0° 21′ 59″ O / 39.468278°N,0.366375°O | 46.15.250-461 | Edifici Xapa en la Gran Via Marqués del Túria 69 (València) · Vegeu més fotos d'aquest monument · Carregueu una nova foto d'aquest monument              |
| Edifici Xapa                                                                 | BRL    | Modernista 1909-1911                  | València C. Gravador Esteve, 36                                                         | 39° 28′ 09″ N, 0° 21′ 58″ O / 39.469044°N,0.366233°O | 46.15.250-457 | Edifici Xapa en el carrer Gravador Esteve 36 (València) · Vegeu més fotos d'aquest monument · Carregueu una nova foto d'aquest monument                  |
| Escola d'Artesans                                                            | BRL    | S.XX (1925-1931)                      | València Av. Regne de València - c. Lluís Santàngel                                     | 39° 27′ 50″ N, 0° 22′ 10″ O / 39.463855°N,0.369425°O | 46.15.250-208 | Escola d'Artesans (València) · Vegeu més fotos d'aquest monument · Carregueu una nova foto d'aquest monument                                             |
| Església parroquial de Sant Joan i Sant Vicent                               | BRL    |                                       | València C. Isabel la Catòlica, 15                                                      | 39° 28′ 07″ N, 0° 22′ 13″ O / 39.468481°N,0.370235°O | 46.15.250-014 | Església parroquial de Sant Joan i Sant Vicent (València) · Vegeu més fotos d'aquest monument · Carregueu una nova foto d'aquest monument                |
| Església parroquial de Sant Valeri Bisbe i Sant Vicent Màrtir                | BRL    |                                       | València C. Doctor Serrano, 2                                                           | 39° 27′ 45″ N, 0° 22′ 20″ O / 39.46253°N,0.3722°O    | 46.15.250-018 | Església parroquial de Sant Valeri Bisbe i Sant Vicent Màrtir (València) · Vegeu més fotos d'aquest monument · Carregueu una nova foto d'aquest monument |
| Molls coberts en parc ferroviari                                             | BRL    | 1917                                  | València C. Sant Vicent Màrtir, Estació de València - Joaquim Sorolla                   | 39° 27′ 35″ N, 0° 22′ 46″ O / 39.459722°N,0.379444°O | 46.15.250-450 | Molls coberts en parc ferroviari (València) · Vegeu més fotos d'aquest monument · Carregueu una nova foto d'aquest monument                              |
| Monestir de la Mare de Déu dels Àngels                                       | BRL    |                                       | València C. General Prim, 3                                                             | 39° 27′ 45″ N, 0° 22′ 17″ O / 39.462439°N,0.371346°O | 46.15.250-205 | Monestir de la Mare de Déu dels Àngels (València) · Vegeu més fotos d'aquest monument · Carregueu una nova foto d'aquest monument                        |
| Naus taller del Parc Central                                                 | BRL    | Modernista cap el 1917                | València C. Filipines                                                                   | 39° 27′ 32″ N, 0° 22′ 40″ O / 39.458856°N,0.377778°O | 46.15.250-424 | Naus taller del Parc Central (València) · Vegeu més fotos d'aquest monument · Carregueu una nova foto d'aquest monument                                  |

## Espais etnològics d'interés local
| Monument                                                   | Prot.? | Estil/època | Localització                                                                         | Coordenades                                          | Codi?          | Imatge |
| ---------------------------------------------------------- | ------ | ----------- | ------------------------------------------------------------------------------------ | ---------------------------------------------------- | -------------- | --- |
| Refugi de la Guerra Civil en el subsòl del Col·legi Balmes | BRL    |             | València C. Mestre Aguilar, 15                                                       | 39° 27′ 40″ N, 0° 22′ 12″ O / 39.461154°N,0.369896°O | 46.15.250-347  | Refugi de la Guerra Civil en el subsòl del Col·legi Balmes (València) · Vegeu més fotos d'aquest monument · Carregueu una nova foto d'aquest monument |
| Retaule ceràmic de la XI estació del Viacrucis, Russafa    | BRL    | 1760        | València C. General Prim, 3. Façana lateral del Monestir de Mare de Déu dels Àngels. | 39° 27′ 47″ N, 0° 22′ 16″ O / 39.463053°N,0.371211°O | 46.15.250-E511 | Retaule ceràmic de la XI estación del Viacrucis (València) · Vegeu més fotos d'aquest monument · Carregueu una nova foto d'aquest monument            |
| Retaule ceràmic de Sant Miquel Arcàngel, València          | BRL    | 1943        | València C. Pare Perera, 4, façana principal de l'Església de Sant Valero.           | 39° 27′ 46″ N, 0° 22′ 19″ O / 39.462708°N,0.371883°O | 46.15.250-E512 | Retaule ceràmic de Sant Miquel Arcàngel (València) · Vegeu més fotos d'aquest monument · Carregueu una nova foto d'aquest monument                    |

## Jardins històrics d'interés local
| Monument                           | Prot.? | Estil/època       | Localització                        | Coordenades                                          | Codi?         | Imatge |
| ---------------------------------- | ------ | ----------------- | ----------------------------------- | ---------------------------------------------------- | ------------- | --- |
| Jardins Gran Via Marqués del Túria | BRL    | principi del s.XX | València Gran Via Marqués del Túria | 39° 28′ 01″ N, 0° 22′ 07″ O / 39.466911°N,0.368653°O | 46.15.250-434 | Jardins Gran Via Marqués del Túria (València) · Vegeu més fotos d'aquest monument · Carregueu una nova foto d'aquest monument |

## Nuclis històrics tradicionals
| Monument                              | Prot.? | Estil/època         | Localització              | Coordenades                                        | Codi?         | Imatge |
| ------------------------------------- | ------ | ------------------- | ------------------------- | -------------------------------------------------- | ------------- | --- |
| Nucli històric tradicional de Russafa | BRL    | s.IX a l'actualitat | València Barri de Russafa | 39° 27′ 45″ N, 0° 22′ 20″ O / 39.4625°N,0.372222°O | 46.15.250-224 | Nucli històric tradicional de Russafa (València) · Vegeu més fotos d'aquest monument · Carregueu una nova foto d'aquest monument |

## Llocs històrics d'interés local
| Monument                                                         | Prot.? | Estil/època | Localització                                                      | Coordenades                                          | Codi?         | Imatge                                    |
| ---------------------------------------------------------------- | ------ | ----------- | ----------------------------------------------------------------- | ---------------------------------------------------- | ------------- | ----------------------------------------- |
| Refugis en la Gran Via Germanies i la Gran Via Marqués del Túria | BRL    | 1937-1938   | València Gran Via Germanies i Marqués del Túria; sota la calçada. | 39° 27′ 51″ N, 0° 22′ 32″ O / 39.464133°N,0.375514°O | 46.15.250-425 | Carregueu una nova foto d'aquest monument |